# Marcus Grönholm
Marcus "Bosse" Grönholm (nacido el 5 de febrero de 1968 en Kauniainen, Finlandia) es un piloto de rally que compitió en el Campeonato Mundial de Rally desde 1989 hasta 2007. Ganó el título de pilotos en 2000 y 2002 con Peugeot, y fue subcampeón en 2006 y 2007 con Ford.
En su carrera mundialista, Grönholm obtuvo un total de 30 victorias, 61 podios y 540 scratches. Entre sus triunfos se destacan siete en el Rally de Finlandia, cinco en el Rally de Suecia, dos en el Rally Acrópolis, dos en el Rally de Gran Bretaña y uno en el Rally de Montecarlo. Su principal copiloto fue Timo Rautiainen que además es su cuñado.
Asimismo, el finlandés ganó la Carrera de Campeones individual en 2002 y la de equipos en 2006. También obtuvo medallas en los X Games de Los Ángeles y ganó cinco carreras del Campeonato Global de Rallycross.
El padre de Grönholm, Ulf, era también piloto de rally, pero murió en el año 1981 practicando con su Fiat 131 Abarth[cita requerida]. El primo de Grönholm, Sebastian Lindholm, es también un piloto de rally y campeón de Finlandia en la especialidad[cita requerida]. Vive en Ingå con su mujer Teresa y sus tres hijos.[cita requerida] Es miembro de Mensa Finlandia.
Desde marzo de 2013 es encargado de la Categoría de Rally de la Comisión de Pilotos de la FIA junto a Daniel Elena y Nasser Al-Attiyah.

## Carrera deportiva
Grönholm empezó su carrera en motocross en el año 1981, pero se cambió a los rally en 1987, por una lesión en una rodilla[cita requerida]. Obtuvo el Campeonato de Finlandia de Rally de Grupo N de 1991, y más tarde ganó en el Grupo A, la clase mayor, en 1994, 1996 y 1997.
Su primera prueba en el Campeonato Mundial de Rally fue en el Rally de los 1000 Lagos, en Finlandia, en 1989. Fue quinto en el Rally de los 1000 Lagos de 1994, pilotando un Toyota Corolla. En 1998, en el mismo Rally, alcanzó la séptima posición.

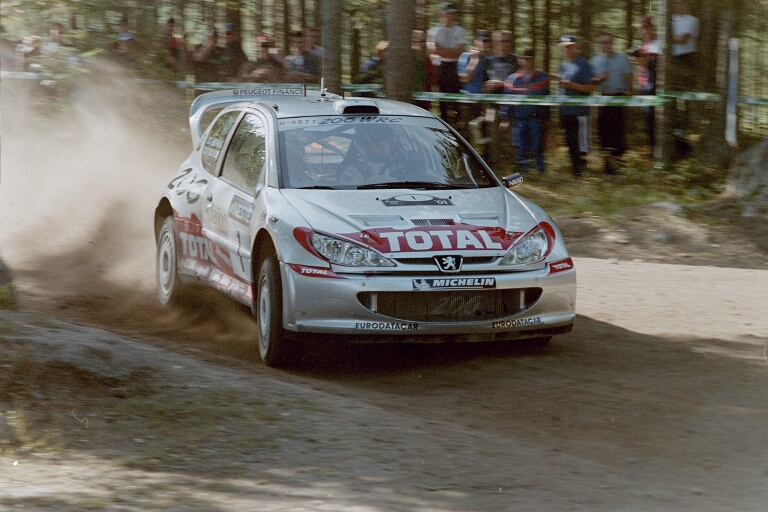
Grönholm en el rally de Finlandia 2001

En 1999, el equipo oficial Peugeot del Campeonato Mundial de Rally se interesó por sus servicios. Al año siguiente ganó su primer Campeonato Mundial al mando de un Peugeot 206 WRC con Timo Rautiainen como copiloto, al obtener cuatro victorias y tres segundos puestos. En 2001 resultó cuarto con tres victorias y numerosos abandonos. El finlandés dominó el campeonato 2002, donde logró cinco victorias y nueve podios en 14 carreras
Terminó su contrato con Peugeot en el año 2005, con el retiro de la marca del Campeonato y firmó con Ford para las temporadas 2006 y 2007. Empezó la temporada 2006 con victorias en el Rally de Monte Carlo y el Rally de Suecia; siguió con victorias en el Rally Acrópolis y el Rally de Finlandia, y ganó tres de las últimas cuatro pruebas. El finlandés finalizó subcampeón con siete victorias y doce podios. En 2007, el piloto acumuló cinco victorias y doce podios, pero Sébastien Loeb volvió a relegarlo al subcampeonato.
Grönholm se retiró del Campeonato Mundial al final de la temporada 2007, aunque se implicó de nuevo en la competición con el desarrollo del Subaru Impreza WRC en 2008. En 2009 participó con un Subaru Impreza del equipo Prodrive en el Rally de Portugal, donde se retiraría por un accidente.
En febrero de 2010 volvió para el Rally de Suecia, con el equipo Stobart World Rally Team, porque el rally pasaba por el tramo de Ságen, uno de sus favoritos [cita requerida], incluso ganó la segunda parte del tramo, pero después de unos fallos eléctricos, perdió mucho tiempo y terminó en la posición N.º 21. En julio de 2010 anunció que podría estar interesado en volver al certamen para 2011.
En 2011, Grönholm paso a competir en rallycross, participando en el Campeonato Global de Rallycross con el equipo Tanner Foust pilotando un Ford Fiesta. Ganó tres de las cuatro finales que disputó, pero se ausentó en una de las fechas y terminó subcampeón. A continuación, disputó los X Games de Los Ángeles, donde obtuvo la medalla de plata en rally y la medalla de bronce en rallycross. En 2012, ganó las dos primeras fechas del Campeonato Global de Rallycross, pero se lesionó en los entrenamientos para los X Games, y debió ausentarse el resto de la temporada.
En julio de 2013 se anunció su participación en una competencia internacional de crosskart en Finlandia, como carrera de apoyo durante la fecha mundialista. Será el capitán del equipo finlandés.

## Palmarés

### Títulos
| Año  | Título                                    | Automóvil                                  |
| ---- | ----------------------------------------- | ------------------------------------------ |
| 1991 | Campeón de Rally de Finlandia del Grupo N | Toyota Celica GT-Four ST165                |
| 1994 | Campeón de Rally de Finlandia del Grupo A | Toyota Celica Turbo 4WD                    |
| 1996 | Campeón de Rally de Finlandia del Grupo A | Toyota Celica GT-Four ST205                |
| 1997 | Campeón de Rally de Finlandia del Grupo A | Toyota Celica GT-Four ST205                |
| 1998 | Campeón de Rally de Finlandia del Grupo A | Toyota Corolla WRC / Toyota Celica GT-Four |
| 2000 | Campeón Mundial de Rally                  | Peugeot 206 WRC                            |
| 2002 | Campeón Mundial de Rally                  | Peugeot 206 WRC                            |

## Resultados en el Campeonato del Mundo
| Año  | Equipo                             | Vehículo                     | 1       | 2       | 3       | 4       | 5       | 6       | 7       | 8       | 9       | 10      | 11      | 12      | 13      | 14      | 15      | 16      | Clas.final | Puntos |
| ---- | ---------------------------------- | ---------------------------- | ------- | ------- | ------- | ------- | ------- | ------- | ------- | ------- | ------- | ------- | ------- | ------- | ------- | ------- | ------- | ------- | ---------- | ------ |
| 1989 | Marcus Grönholm                    | Lancia Delta Integrale       | FIN 23  |         |         |         |         |         |         |         |         |         |         |         |         |         |         |         | -          | 0      |
| 1990 | Marcus Grönholm                    | Toyota Celica GT-Four        | FIN Ret |         |         |         |         |         |         |         |         |         |         |         |         |         |         |         | -          | 0      |
| 1991 | Marcus Grönholm                    | Toyota Celica GT-Four        | FIN 13  |         |         |         |         |         |         |         |         |         |         |         |         |         |         |         | -          | 0      |
| 1992 | Finnish Junior Rally Team          | Toyota Celica GT-Four        | SWE Ret |         |         |         |         |         |         |         |         |         |         |         |         |         |         |         | -          | 0      |
| 1992 | Marcus Grönholm                    | Toyota Celica Turbo 4WD      |         | FIN Ret |         |         |         |         |         |         |         |         |         |         |         |         |         |         | -          | 0      |
| 1993 | Marcus Grönholm                    | Toyota Celica Turbo 4WD      | FIN 10  |         |         |         |         |         |         |         |         |         |         |         |         |         |         |         | 65.º       | 1      |
| 1994 | Marcus Grönholm                    | Toyota Celica Turbo 4WD      | FIN 5   |         |         |         |         |         |         |         |         |         |         |         |         |         |         |         | 19.º       | 8      |
| 1995 | Marcus Grönholm                    | Toyota Celica Turbo 4WD      |         | SWE Ret |         |         | NZL Ret |         |         |         |         |         |         |         |         |         |         |         | -          | 0      |
| 1995 | HF Grifone                         | Toyota Celica Turbo 4WD      |         |         | POR Ret |         |         |         |         |         |         |         |         |         |         |         |         |         | -          | 0      |
| 1996 | Marcus Grönholm                    | Toyota Celica Turbo 4WD      | SWE 7   |         |         |         |         |         |         |         |         |         |         |         |         |         |         |         | 10.º       | 14     |
| 1996 | Team Toyota Castrol Finland        | Toyota Celica GT-Four        |         |         |         |         |         | FIN 4   |         |         |         |         |         |         |         |         |         |         | 10.º       | 14     |
| 1997 | Toyota Castrol Team Sweden         | Toyota Celica GT-Four        |         | SWE 8   |         |         |         |         |         |         |         |         |         |         |         |         |         |         | 12.º       | 5      |
| 1997 | Team Toyota Castrol Finland        | Toyota Celica GT-Four        |         |         |         | POR Ret |         |         |         |         |         |         |         |         |         |         |         |         | 12.º       | 5      |
| 1997 | H.F. Grifone                       | Toyota Celica GT-Four        |         |         |         |         |         |         | ARG 4   |         |         |         |         |         |         |         |         |         | 12.º       | 5      |
| 1997 | Toyota Castrol Team                | Toyota Corolla WRC           |         |         |         |         |         |         |         |         |         | FIN Ret |         |         |         | GBR 5   |         |         | 12.º       | 5      |
| 1998 | H.F. Grifone                       | Toyota Celica GT-Four        |         | SWE 5   |         |         |         |         |         |         |         |         |         |         |         |         |         |         | 16.º       | 2      |
| 1998 | H.F. Grifone                       | Toyota Corolla WRC           |         |         |         | POR Ret | ESP Ret |         |         |         | NZL Ret |         |         |         |         |         |         |         | 16.º       | 2      |
| 1998 | Toyota Castrol Team                | Toyota Corolla WRC           |         |         |         |         |         |         |         |         |         | FIN 7   |         |         | GBR Ret |         |         |         | 16.º       | 2      |
| 1999 | SEAT Sport                         | SEAT Córdoba WRC             |         | SWE Ret |         |         |         |         |         |         |         |         |         |         |         |         |         |         | 15.º       | 5      |
| 1999 | Marlboro Mitsubishi Ralliart       | Mitsubishi Carisma GT Evo VI |         |         |         | POR Ret |         |         |         |         |         |         |         |         |         |         |         |         | 15.º       | 5      |
| 1999 | Peugeot Esso                       | Peugeot 206 WRC              |         |         |         |         |         |         |         | GRC Ret |         | FIN 4   |         | ITA 8   | AUS 5   | GBR Ret |         |         | 15.º       | 5      |
| 2000 | Peugeot Esso                       | Peugeot 206 WRC              | MON Ret | SWE 1   | KEN Ret | POR 2   | ESP 5   | ARG 2   | GRE Ret | NZL 1   | FIN 1   | CYP Ret | FRA 5   | ITA 4   | AUS 1   | GBR 2   |         |         | 1º         | 65     |
| 2001 | Peugeot Total                      | Peugeot 206 WRC              | MON Ret | SWE Ret | POR 3   | ESP Ret | ARG Ret | CYP Ret | GRE Ret | KEN Ret | FIN 1   | NZL 5   | ITA 7   | FRA Ret | AUS 1   | GBR 1   |         |         | 4.º        | 36     |
| 2002 | Peugeot Total                      | Peugeot 206 WRC              | MON 5   | SWE 1   | FRA 2   | ESP 4   | CYP 1   | ARG DSQ | GRE 2   | KEN Ret | FIN 1   | GER 3   | ITA 2   | NZL 1   | AUS 1   | GBR Ret |         |         | 1º         | 77     |
| 2003 | Marlboro Peugeot Total             | Peugeot 206 WRC              | MON 13  | SWE 1   | TUR 9   | NZL 1   | ARG 1   | GRC Ret | CYP Ret | GER 2   | FIN Ret | AUS Ret | ITA Ret | FRA 4   | ESP 6   | GBR Ret |         |         | 6.º        | 46     |
| 2004 | Marlboro Peugeot Total             | Peugeot 307 WRC              | MON 4   | SWE 2   | MEX 6   | NZL 2   | CYP DSQ | GRC Ret | TUR 2   | ARG Ret | FIN 1   | GER Ret | JPN 4   | GBR Ret | ITA 7   | FRA 4   | ESP 2   | AUS Ret | 5.º        | 62     |
| 2005 | Marlboro Peugeot Total             | Peugeot 307 WRC              | MON 5   | SWE Ret | MEX 2   | NZL 2   | ITA 3   | CYP Ret | TUR 3   | GRE 4   | ARG 2   | FIN 1   | GER 3   | GBR Ret | JPN 1   | FRA Ret | ESP Ret | AUS Ret | 3º         | 71     |
| 2006 | BP Ford World Rally Team           | Ford Focus RS WRC 06         | MON 1   | SWE 1   | MEX 8   | ESP 3   | FRA 2   | ARG 10  | ITA Ret | GRE 1   | GER 3   | FIN 1   | JPN 2   | CYP 2   | TUR 1   | AUS 5   | NZL 1   | GBR 1   | 2º         | 111    |
| 2007 | BP Ford World Rally Team           | Ford Focus RS WRC 06         | MON 3   | SWE 1   | NOR 2   | MEX 2   | POR 4   | ARG 2   | ITA 1   | GRE 1   |         |         |         |         |         |         |         |         | 2º         | 112    |
| 2007 | BP Ford World Rally Team           | Ford Focus RS WRC 07         |         |         |         |         |         |         |         |         | FIN 1   | GER 4   | NZL 1   | ESP 3   | FRA 2   | JPN Ret | IRE Ret | GBR 2   | 2º         | 112    |
| 2009 | Prodrive                           | Subaru Impreza WRC2008       | POR Ret |         |         |         |         |         |         |         |         |         |         |         |         |         |         |         | -          | 0      |
| 2010 | Stobart VK M-Sport Ford Rally Team | Ford Focus RS WRC 08         | SWE 21  |         |         |         |         |         |         |         |         |         |         |         |         |         |         |         | -          | 0      |

| Predecesor: Tommi Mäkinen | Campeón Mundial de Rally 2000 | Sucesor: Richard Burns  |
| Predecesor: Richard Burns | Campeón Mundial de Rally 2002 | Sucesor: Petter Solberg |